# Eloria borealis
Eloria borealis är en fjärilsart som beskrevs av Collenette 1950. Eloria borealis ingår i släktet Eloria och familjen tofsspinnare. Inga underarter finns listade i Catalogue of Life.